# 甲基丙烯酰胺
甲基丙烯酰胺是一种工业化学物质，化学式为C4H7NO，主要用于生产聚合物和共聚物。
甲基丙烯酰胺还可以作为甲基丙烯酸甲酯的前体。